# Xã Bryant, Quận Roberts, South Dakota
Xã Bryant (tiếng Anh: Bryant Township) là một xã thuộc quận Roberts, tiểu bang Nam Dakota, Hoa Kỳ. Năm 2010, dân số của xã này là 318 người.